# Čabrače
Čabrače so naselje v Občini Gorenja vas - Poljane.